# Campionat del Món d'hoquei sobre patins femení
El Campionat del Món d'hoquei patins femení és una competició esportiva de seleccions nacionals femenines d'hoquei sobre patins femenines a nivell mundial. De caràcter bianual, fou organitzada per Federació Internacional de Patinatge (FIRS) fins a la seva integració al World Skate el 2017. Se celebrà per primera vegada el 1992 a Springe, Alemanya, i la selecció canadenca fou la primera campiona. Hi participen vuit seleccions agrupades en dos grups que disputen una primera fase en format de lligueta. La classificació de cadascuna de les seleccions determina els creuaments de quarts de final de la següent fase. Aquesta es disputa en format d'eliminació directa amb quarts de final, semifinal i final. La selecció guanyadora és declarada campiona del Món. La competició forma part de les proves dels Jocs Mundials de Patinatge.
La selecció espanyola, històricament formada per una gran majoria de jugadores catalanes, i l'Argentina són les dominadores de la competició, amb set i sis títols respectivament. Ambdues seleccions han guanyat tretze de les setze edicions disputades. Canadà (1992), Xile (2006) i França (2012) són les altres seleccions que han guanyat el torneig.

## Historial
| En negreta = Selecció campiona (prò.) =Pròrroga (p.) = Penals |

| I    | 1992 | Canadà    | lligueta      | Itàlia    | Nova Zelanda | lligueta | Països Baixos | Springe           |        |
| II   | 1994 | Espanya   | 5–3           | Canadà    | Japó         | 5–4      | Portugal      | Tavira            | [ 3 ]  |
| III  | 1996 | Espanya   | 3–2           | Itàlia    | Portugal     | 2–0      | Brasil        | Sertãozinho       | [ 3 ]  |
| IV   | 1998 | Argentina | 3–1           | Portugal  | Alemanya     | 2–1      | Brasil        | Buenos Aires      | [ 4 ]  |
| V    | 2000 | Espanya   | 2–0           | Portugal  | Argentina    | 2–0      | Alemanya      | Marl              | [ 3 ]  |
| VI   | 2002 | Argentina | 4–1           | Brasil    | Espanya      | 2–1      | Portugal      | Paços de Ferreira | [ 4 ]  |
| VII  | 2004 | Argentina | 3–1           | Brasil    | Espanya      | 4–3      | Portugal      | Wuppertal         | [ 4 ]  |
| VIII | 2006 | Xile      | 1–1 (2–1, p.) | Espanya   | Argentina    | 3–1      | Portugal      | Santiago          | [ 5 ]  |
| IX   | 2008 | Espanya   | 3–1           | Portugal  | Argentina    | 8–1      | Estats Units  | Honjō             | [ 3 ]  |
| X    | 2010 | Argentina | 5–1           | França    | Espanya      | 3–0      | Alemanya      | Alcobendas        | [ 4 ]  |
| XI   | 2012 | França    | 3–2           | Espanya   | Colòmbia     | 1–0      | Portugal      | Recife            | [ 6 ]  |
| XII  | 2014 | Argentina | 3–0           | França    | Xile         | 2–0      | Alemanya      | Tourcoing         | [ 4 ]  |
| XIII | 2016 | Espanya   | 2–2 (prò.)    | Portugal  | Argentina    | 4–0      | França        | Iquique           | [ 7 ]  |
| XIV  | 2017 | Espanya   | 7–5 (prò.)    | Argentina | Alemanya     | 3–0      | Xile          | Nanquín           | [ 8 ]  |
| XV   | 2019 | Espanya   | 8–5           | Argentina | Xile         | 3–0      | Itàlia        | Barcelona         | [ 9 ]  |
| XVI  | 2022 | Argentina | 3–0           | Espanya   | Portugal     | 3–0      | Itàlia        | San Juan          |        |
| XVII | 2024 | Espanya   | 2–0           | Portugal  | Argentina    | 9–0      | Itàlia        | Novara            | [ 10 ] |

1. 1 2  Canadà competí als Campionats del Món de 1992 i 1994 amb un equip format per jugadores d'hoquei sobre gel. Per aquest motiu, la selecció canadenca disputà les dues competicions amb patins en línia, mentre que la resta de seleccions participaren amb els patins tradicionals.

## Palmarès
| #  | País         | Or | Argent | Bronze | Total |
| -- | ------------ | -- | ------ | ------ | ----- |
| 1  | Espanya      | 8  | 3      | 3      | 14    |
| 2  | Argentina    | 6  | 2      | 5      | 13    |
| 3  | França       | 1  | 2      | 0      | 3     |
| 4  | Canadà       | 1  | 1      | 0      | 2     |
| 5  | Xile         | 1  | 0      | 2      | 3     |
| 6  | Portugal     | 0  | 5      | 2      | 7     |
| 7  | Brasil       | 0  | 2      | 0      | 2     |
| 7  | Itàlia       | 0  | 2      | 0      | 2     |
| 9  | Alemanya     | 0  | 0      | 2      | 2     |
| 10 | Colòmbia     | 0  | 0      | 1      | 1     |
| 10 | Japó         | 0  | 0      | 1      | 1     |
| 10 | Nova Zelanda | 0  | 0      | 1      | 1     |